# Sofia Milos
Sofia Milos (Zürich, 27 september 1969) is een Grieks-Italiaans actrice. Ze maakte in 1992 haar film- en acteerdebuut als Kristin in de Amerikaanse dramafilm Out of Control.
Milos speelde behalve in films wederkerende personages in meer dan honderd afleveringen van verschillende televisieseries. Haar meest omvangrijke rollen daarin zijn die als Julia Karinsky in Caroline in the City, die als Yelina Salas in CSI: Miami en die als Bianca LeGarda in The Border.
Milos is de dochter van een Griekse moeder en een Italiaanse vader. Toen ze geboren werd woonden haar ouders in Zwitserland, waar ze hun dochter ook naar school stuurden. Ze is lid van de Scientologykerk en zet zich in voor de Citizens Commission on Human Rights, een mantelorganisatie daarvan.

## Filmografie
*Exclusief televisiefilms
- Family Jewels (2003)
- The Cross (2002)
- Passionada (2002)
- The Order (2001)
- Double Bang (2001)
- The Ladies Man (2000)
- Svitati (1999, aka Screw Loose)
- Jane Austen's Mafia! (1998)
- Out of Control (1992)

## Televisieseries
*Exclusief eenmalige gastrollen
- Section de recherches - Alison Carter (2012, twee afleveringen)
- The Border - Special Agent Bianca LeGarda (2008-2009, dertien afleveringen)
- CSI: Miami - Detective Yelina Salas (2003-2009, zestig afleveringen)
- Desire - Victoria Marston (2006, 47 afleveringen)
- Thieves - Paulie (2001, twee afleveringen)
- Curb Your Enthusiasm - Richards vriendin (2000, twee afleveringen)
- The Sopranos - Annalisa (2000, twee afleveringen)
- The Secret Lives of Men - Maria (1998, dertien afleveringen)
- Caroline in the City - Julia Karinsky (1997-1998, twintig afleveringen)
- Cafe Americain - Fabiana Borelli (1993-1994, achttien afleveringen)

- Biblioteca Nacional de España: XX1524486
- Bibliothèque nationale de France: cb157579724 (data)
- Gemeinsame Normdatei: 1062410998
- International Standard Name Identifier: 0000 0000 5935 7603
- Virtual International Authority File: 33144648302952817217